# Чавчавадзе, Иван Сульханович
Князь Иван Сульханович Чавчавадзе (1826—1913) — генерал-майор русской императорской армии из грузинского рода Чавчавадзе, участник русско-турецкой войны 1877—1878 гг.
Участвовал в Крымской войне 1853—1856 гг. Во главе 75-го Севастопольского пехотного полка в чине генерал-майора принимал участие в русско-турецкой войне 1877—1878 гг., 12 июня 1878 г. награждён орденом св. Георгия 4-й степени
В воздаяние за отличие, оказанное в деле с Турками при атаке, 12 Января 1878 года, укрепленной неприятельской позиции у деревни Долис-Хана, где, следуя во главе колонны, с полным самоотвержением бросился на штурм неприступной позиции и обратил в бегство превосходного в силах противника, при чем отнял одно орудие.
После войны вышел в отставку, избирался тифлисским губернским предводителем дворянства. Скончался в 1913 г. в Тифлисе.
Был женат на княжне Дарье Романовне Андрониковой (1846—после 1916), дочери генерал-майора князя Р. И. Андроникова. Состояла членом Женского благотворительного общества во имя Св. Нины в Тифлисе. За свою деятельность в 1906 году была награждена орденом Св. Екатерины (малого креста). В браке детей не было.